# Zalešany
Zalešany (en allemand : Saleschan) est une commune du district de Kolín, dans la région de Bohême-Centrale, en République tchèque. Sa population s'élevait à 108 habitants en 2020.

## Géographie
Zalešany se trouve à 4 km au nord-est de Kouřim, à 14 km à l'ouest de Kolín et à 42 km à l'est-sud-est de Prague.
La commune est limitée par Žabonosy au nord et au nord est, par Plaňany à l'est, par Svojšice au sud, par Klášterní Skalice au sud et à l'ouest, et par Třebovle à l'ouest.

## Histoire
La première mention écrite de la localité date de 1319.

## Administration
La commune se compose de deux quartiers :
- Zalešany
- Přebozy

## Transports
Par la route, Zalešany se trouve à 6 km de Kouřim, à 17 km de Kolín et à 56 km de Prague.